# 360 (rapper)
360, pseudonimo di Matthew James Colwell (Melbourne, 12 luglio 1986), è un rapper australiano.

## Biografia
Ha raggiunto il successo con il suo secondo album Falling & Flying, certificato doppio disco di platino in Australia. Ciò gli ha inoltre valso dieci nomination agli ARIA Music Awards del 2012, durante i quali ha trionfato in due categorie: "Miglior album di un artista emergente" e "Produzione dell'anno". L'album ha prodotto sei singoli di successo, tra i quali Boys Like You, realizzato in collaborazione con la cantante folk Gossling e certificato quattro volte disco di platino in Australia. Nel 2014 ha pubblicato il suo terzo album, Utopia, secondo nella classifica degli album più venduti in Australia.

## Discografia

### Album in studio
- 2011 – Falling & Flying
- 2014 – Utopia
- 2017 – Vintage Modern

### Singoli
- 2010 – Just Got Started (con Pez)
- 2011 – Throw It Away (con Josh Pyke)
- 2011 – Killer
- 2011 – Boys Like You (con Gossling)
- 2012 – Child
- 2012 – Run Alone
- 2014 – Impossible (con Daniel Johns)
- 2014 – Sixavelli (con Lunar C)
- 2014 – Live It Up (con Pez)
- 2014 – Price of Fame (con Gossling)
- 2016 – My Favourite Downfall
- 2017 – Yesterday (con Hein Cooper)
- 2017 – Way Out (con Teischa)
- 2018 – Drugs